# Thal (St. Gallen)
Thal – miejscowość i gmina we wschodniej Szwajcarii, w kantonie St. Gallen, w okręgu Rorschach. Leży nad Jeziorem Bodeńskim. 

## Demografia
W Thal mieszka 6 769 osób. W 2021 roku 23,4% populacji gminy stanowiły osoby urodzone poza Szwajcarią. 

## Transport
Przez teren gminy przebiegają autostrada A1 oraz drogi głównae nr 7 i nr 13.
Znajduje się tutaj również port lotniczy St. Gallen-Altenrhein.